# Willem Aernout van Citters
Willem Aernout van Citters (ur. 28 stycznia 1741 w Middelburgu, zm. 22 września 1811) – holenderski polityk. Zarządca Kompanii Wschodnioindyjskiej - VOC.
W latach (1788–1795) był wielkim pensjonariuszem prowincji Zelandia. Wcześniej był skarbnikiem w latach 1769 - 1781 Middelburga następnie jego burmistrzem  i ambasadorem zwyczajnym Republiki Zjednoczonych Prowincji w Londynie.